# Вірсгоп
Вірсгоп (нім. Wiershop) — громада в Німеччині, розташована в землі Шлезвіг-Гольштейн. Входить до складу району Герцогство Лауенбург. Складова частина об'єднання громад Гое-Ельбгест.
Площа — 5,15 км2. Населення становить 211 ос. (станом на 31 грудня 2020).